# Реддиш, Кэмерон
Кэмерон «Кэм» Элайджа Реддиш (англ. Cameron Elijah Reddish; род. 1 сентября 1999, Норристаун, Пенсильвания) — американский профессиональный баскетболист. Играет на позициях атакующего защитника и лёгкого форварда. Выступал за команду университета Дьюка в студенческом баскетболе. Был выбран на драфте НБА 2019 года в первом раунде под общим десятым номером.

## Карьера в колледже
Кэмерон Реддиш выбрал баскетбольную программу университета Дьюка. 6 ноября 2018 года он набрал 22 очка в победном матче против «Кентукки» в турнире NCAA Champions Classic. 12 января 2019 года Кэмерон набрал 23 очка в победной игре против «Флорида Стэйт». 5 февраля 2019 года на его счета было 24 очкв в матче против баскетбольной команды бостонского колледжа. Кэмерон Реддиш сыграл за «Дьюк» 36 матчей, в которых в среднем за игру набирал 13,5 очков.
11 апреля 2019 года Реддиш объявил, что выставляет свою кандидатуру на драфт НБА.

## Карьера в НБА

### Атланта Хокс
20 июня 2019 года Реддиш был выбран на драфте НБА под десятым номером клубом «Атланта Хокс». 1 июля игрок подписал контракт с «Атлантой». В летней лиге НБА он за «Хокс» не играл.

### Нью-Йорк Никс
13 января 2022 года «Хокс» обменяли Реддиша вместе с Соломоном Хиллом, выбором во втором раунде драфта 2025 года и денежными вознаграждениями, в «Нью-Йорк Никс» в обмен на Кевина Нокса и защищенный будущий выбор в первом раунде. Реддиш дебютировал за «Никс» 23 января 2022 года. За пять минут он набрал два очка и сделал два подбора. 

### Лос-Анджелес Лейкерс
6 июля 2023 года присоединился к клубу «Лос-Анджелес Лейкерс». 9 декабря 2023 года Реддиш вместе с «Лейкерс» выиграли первый в истории Внутрисезонный турнир НБА.
6 февраля 2025 года, уже после дедлайна обменов, Реддиш и Далтон Кнехт были обменяны в «Шарлотт Хорнетс» на Марка Уильямса. Однако всего через два дня, стало известно, что сделка была отменена из-за того что «Хорнетс» неправильно предоставили информацию о здоровье Уильямса.
27 марта 2025 года «Лейкерс» объявили, что отчислили Реддиша.

## Международная карьера
В составе молодёжной сборной США выиграл бронзовую медаль чемпионата мира среди юношей до 19 лет 2017 года.

## Статистика

### Статистика в НБА
| Сезон                                                                                    | Команда  | Регулярный сезон | Регулярный сезон | Регулярный сезон | Регулярный сезон | Регулярный сезон | Регулярный сезон | Регулярный сезон | Регулярный сезон | Регулярный сезон | Регулярный сезон | Регулярный сезон | Серия плей-офф | Серия плей-офф | Серия плей-офф | Серия плей-офф | Серия плей-офф | Серия плей-офф | Серия плей-офф | Серия плей-офф | Серия плей-офф | Серия плей-офф | Серия плей-офф |
| Сезон                                                                                    | Команда  | GP               | GS               | MPG              | FG%              | 3P%              | FT%              | RPG              | APG              | SPG              | BPG              | PPG              | GP             | GS             | MPG            | FG%            | 3P%            | FT%            | RPG            | APG            | SPG            | BPG            | PPG            |
| ---------------------------------------------------------------------------------------- | -------- | ---------------- | ---------------- | ---------------- | ---------------- | ---------------- | ---------------- | ---------------- | ---------------- | ---------------- | ---------------- | ---------------- | -------------- | -------------- | -------------- | -------------- | -------------- | -------------- | -------------- | -------------- | -------------- | -------------- | -------------- |
| 2019/20                                                                                  | Атланта  | 58               | 34               | 26,7             | 38,4             | 33,2             | 80,2             | 3,7              | 1,5              | 1,1              | 0,5              | 10,5             | Не участвовал  | Не участвовал  | Не участвовал  | Не участвовал  | Не участвовал  | Не участвовал  | Не участвовал  | Не участвовал  | Не участвовал  | Не участвовал  | Не участвовал  |
| 2020/21                                                                                  | Атланта  | 26               | 21               | 28,8             | 36,5             | 26,2             | 81,7             | 4,0              | 1,3              | 1,3              | 0,3              | 11,2             | 4              | 0              | 23,0           | 52,8           | 64,3           | 80,0           | 3,5            | 1,8            | 1,5            | 0,5            | 12,8           |
| 2021/22                                                                                  | Атланта  | 34               | 7                | 23,4             | 40,2             | 37,9             | 90,0             | 2,5              | 1,1              | 1,0              | 0,3              | 11,9             | Не участвовал  | Не участвовал  | Не участвовал  | Не участвовал  | Не участвовал  | Не участвовал  | Не участвовал  | Не участвовал  | Не участвовал  | Не участвовал  | Не участвовал  |
| 2021/22                                                                                  | Нью-Йорк | 15               | 0                | 14,3             | 41,5             | 25,8             | 90,6             | 1,4              | 0,7              | 0,8              | 0,3              | 6,1              | Не участвовал  | Не участвовал  | Не участвовал  | Не участвовал  | Не участвовал  | Не участвовал  | Не участвовал  | Не участвовал  | Не участвовал  | Не участвовал  | Не участвовал  |
| 2022/23                                                                                  | Нью-Йорк | 20               | 8                | 21,9             | 44,9             | 30,4             | 87,9             | 1,6              | 1,0              | 0,8              | 0,4              | 8,4              | Не участвовал  | Не участвовал  | Не участвовал  | Не участвовал  | Не участвовал  | Не участвовал  | Не участвовал  | Не участвовал  | Не участвовал  | Не участвовал  | Не участвовал  |
| 2022/23                                                                                  | Портленд | 20               | 12               | 27,6             | 44,3             | 31,8             | 83,3             | 2,9              | 1,9              | 1,2              | 0,3              | 11,0             | Не участвовал  | Не участвовал  | Не участвовал  | Не участвовал  | Не участвовал  | Не участвовал  | Не участвовал  | Не участвовал  | Не участвовал  | Не участвовал  | Не участвовал  |
| 2023/24                                                                                  | Лейкерс  | 48               | 26               | 20,5             | 38,9             | 33,6             | 75,9             | 2,1              | 1,0              | 1,0              | 0,3              | 5,4              | Не участвовал  | Не участвовал  | Не участвовал  | Не участвовал  | Не участвовал  | Не участвовал  | Не участвовал  | Не участвовал  | Не участвовал  | Не участвовал  | Не участвовал  |
| 2024/25                                                                                  | Лейкерс  | 33               | 8                | 17,8             | 40,4             | 27,7             | 61,5             | 2,0              | 0,7              | 1,0              | 0,3              | 3,2              | Не участвовал  | Не участвовал  | Не участвовал  | Не участвовал  | Не участвовал  | Не участвовал  | Не участвовал  | Не участвовал  | Не участвовал  | Не участвовал  | Не участвовал  |
|                                                                                          | Всего    | 254              | 116              | 23,1             | 39,8             | 32,2             | 82,1             | 2,7              | 1,2              | 1,0              | 0,4              | 8,5              | 4              | 0              | 23,0           | 52,8           | 64,3           | 80,0           | 3,5            | 1,8            | 1,5            | 0,5            | 12,8           |
| Наведите курсор мыши на аббревиатуры в заголовке таблицы, чтобы прочесть их расшифровку. |          |                  |                  |                  |                  |                  |                  |                  |                  |                  |                  |                  |                |                |                |                |                |                |                |                |                |                |                |

### Статистика в NCAA
| Сезон | Команда | Conf  | Class | GP | GS | MPG  | FG%  | 3P%  | FT%  | RPG | APG | SPG | BPG | PPG  |
| --- | ------- | ----- | ----- | -- | -- | ---- | ---- | ---- | ---- | --- | --- | --- | --- | ---- |
| 2018/19 | Дьюк    | ACC   | FR    | 36 | 35 | 29,7 | 35,6 | 33,3 | 77,2 | 3,7 | 1,9 | 1,6 | 0,6 | 13,5 |
| Всего | Всего   | Всего | Всего | 36 | 35 | 29,7 | 35,6 | 33,3 | 77,2 | 3,7 | 1,9 | 1,6 | 0,6 | 13,5 |
| Наведите курсор мыши на аббревиатуры в заголовке таблицы, чтобы прочесть их расшифровку Статистика приведена с сайта sports-reference.com |         |       |       |    |    |      |      |      |      |     |     |     |     |      |